# Mitricephala
Mitricephala is een geslacht van rechtvleugeligen uit de familie Pyrgomorphidae. De wetenschappelijke naam van dit geslacht is voor het eerst geldig gepubliceerd in 1898 door Bolívar.

## Soorten
Het geslacht Mitricephala omvat de volgende soorten:
- Mitricephala dohrni Bolívar, 1905
- Mitricephala javanica Kevan, 1963
- Mitricephala milleri Ramme, 1941
- Mitricephala rhodoptera Miller, 1934
- Mitricephala vittata Bolívar, 1898